# Tandem

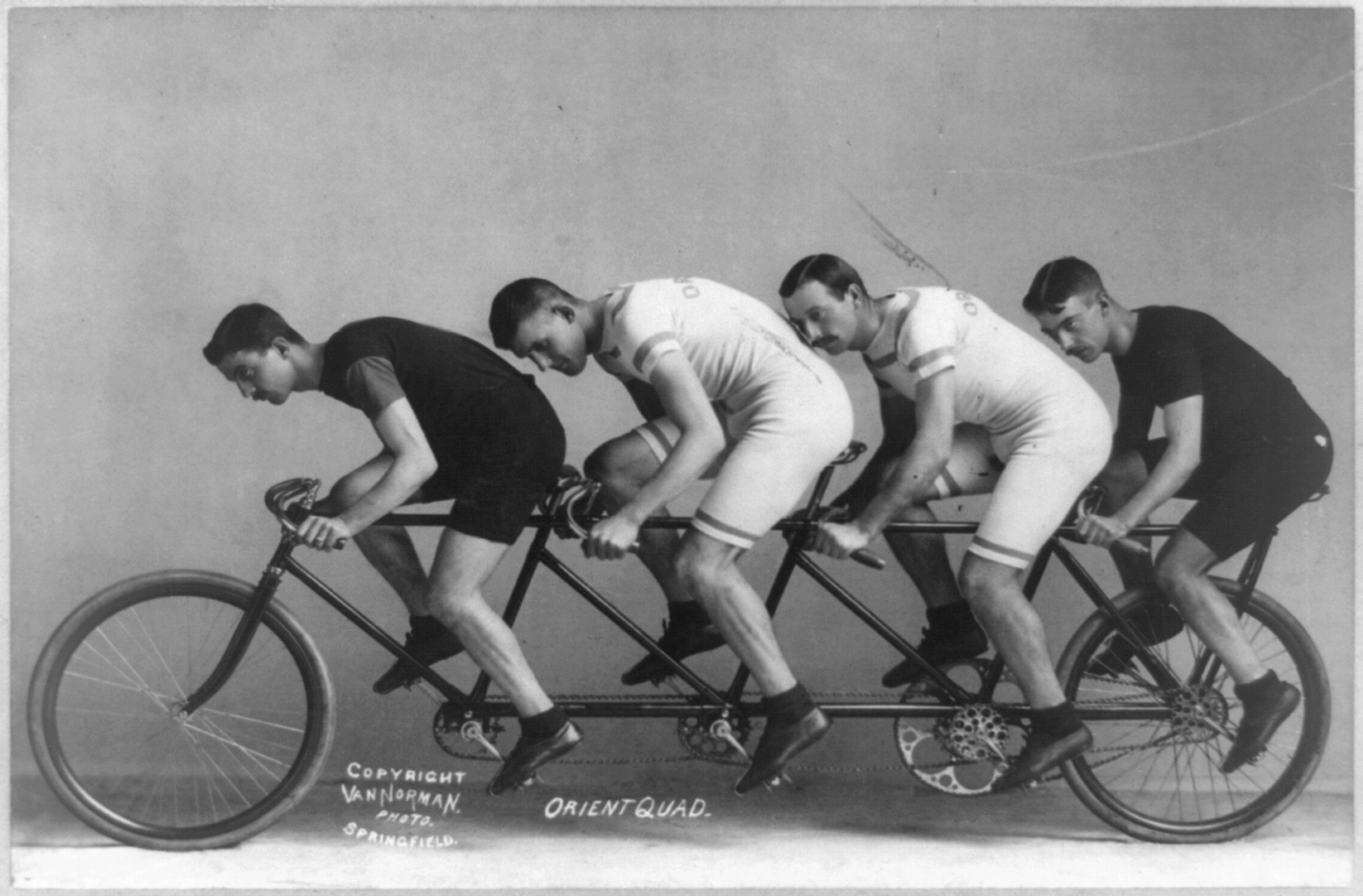
Czteroosobowy tandem

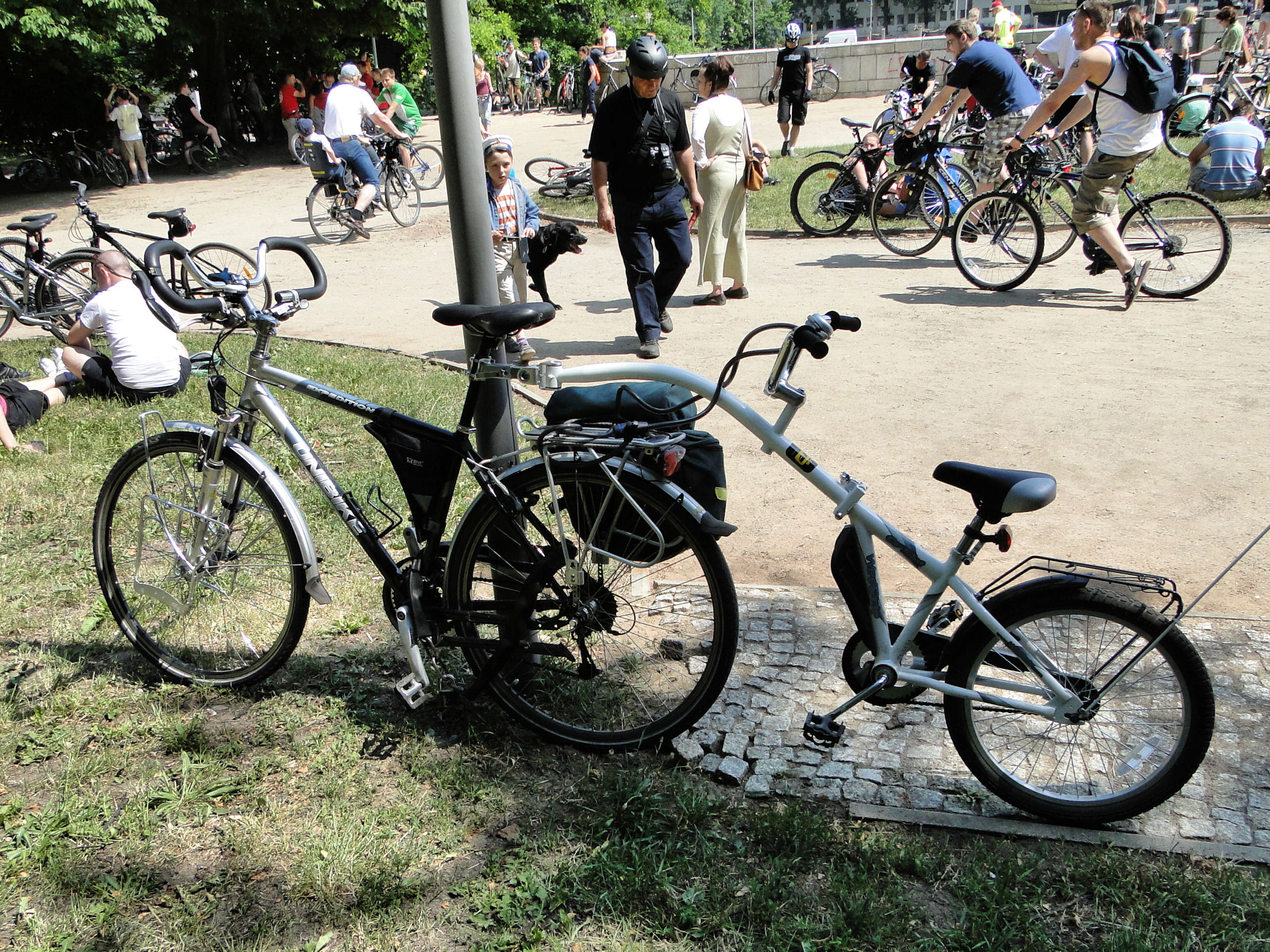
Rower z przyczepką tandemową

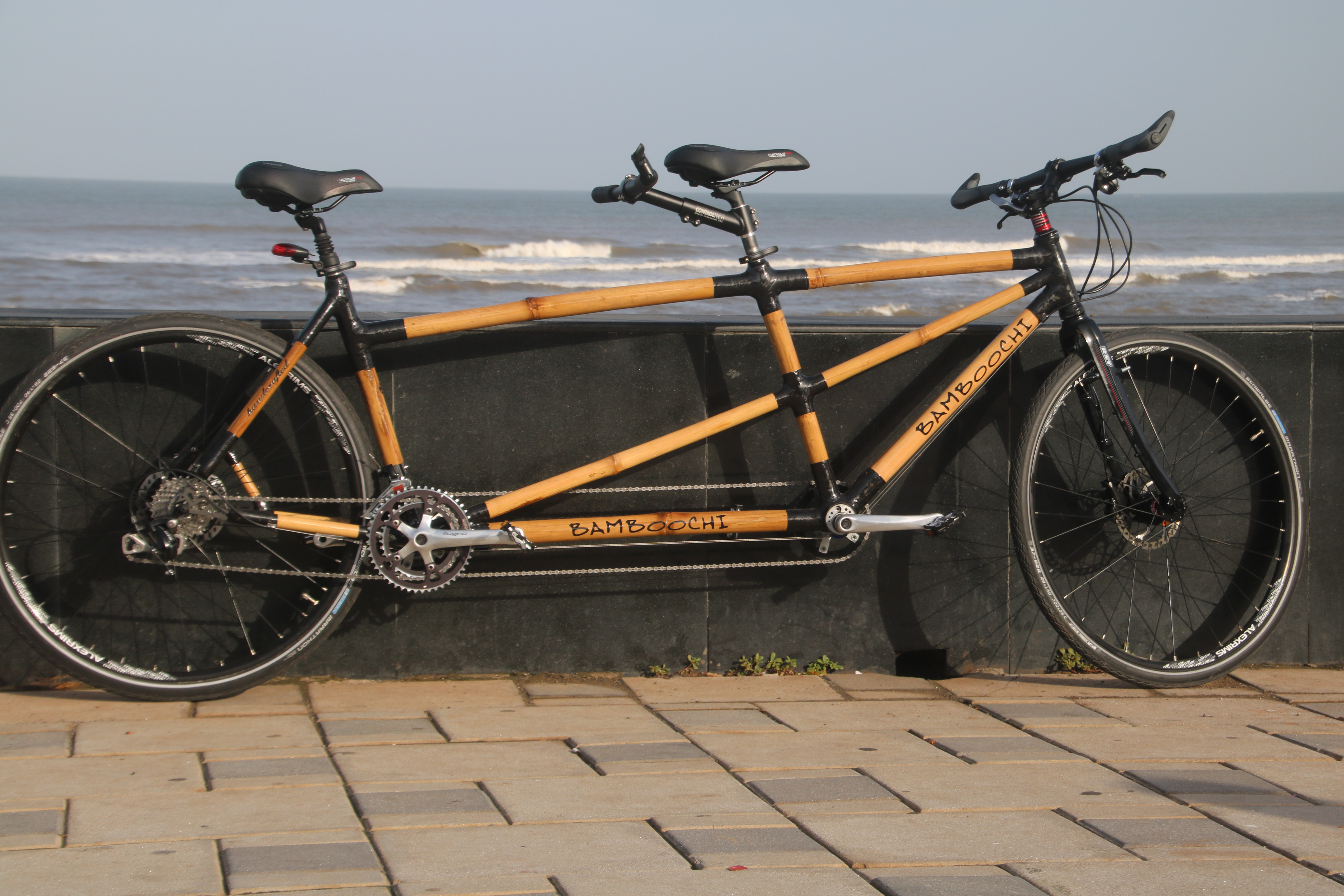
Tandem wykonany z bambusu

Tandem – rower przeznaczony dla dwóch lub więcej osób siedzących w układzie jedna za drugą. Typowy tandem ma, tak samo jak rower jednoosobowy, jedną ramę i dwa koła, za to każda z osób ma własne: kierownicę, siodełko i pedały.
Udział w napędzaniu roweru mają obie osoby, natomiast kieruje rowerem zazwyczaj osoba z przodu, aczkolwiek spotykane są rowery specjalistyczne, np. dla osoby dorosłej z dzieckiem lub dla osoby niepełnosprawnej z opiekunem, gdzie można przełączać kierowanie rowerem lub też tylko tylna osoba ma taką możliwość. W każdym z tych przypadków osoba niekierująca wykorzystuje wtedy swoją kierownicę tylko jako oparcie dla rąk. W podobny sposób mogą być również rozłączane lub przełączane układy napędu i hamowania.
Spotykane są również tandemy, gdzie na tylnej osi są dwa koła, jednak nadal takie pojazdy nazywa się rowerami, a nie wózkami rowerowymi, z uwagi na wydłużony kształt całego pojazdu.

## Historia
W okolicach roku 1893 zauważalne stało się pojawienie się pierwszych rowerów tandemowych, równocześnie z rozpowszechnieniem się opon pompowanych. Konstrukcje te zostały zaprojektowane z myślą o użytkowaniu przez dżentelmena w towarzystwie damy, charakteryzując się tym, że wczesne modele umożliwiały damie zajęcie miejsca z przodu. Firmy takie jak Humber, Singer, Rudge, Raleigh, Whitworth i Chater Lea były prekursorami tego typu konstrukcji. W tamtych czasach honorowe miejsce przypisane damie sprawiło, że zajmowała ona pozycję z przodu, mimo potencjalnego narażenia na obrażenia w przypadku kolizji oraz ekspozycji na warunki atmosferyczne. Sterowanie rowerem powierzano zazwyczaj mężczyźnie, co skutkowało koniecznością połączenia kierownic biegnącym z boku prętem. Dama, siedząca z przodu, trzymała kierownicę, lecz nie odpowiadała za skręcanie; towarzysz jadący z tyłu był odpowiedzialny za kierowanie. Niemniej jednak, gdy dama wykazywała inicjatywę, stwarzała ryzyko upadku zarówno dla siebie, jak i dla swojego partnera.

## Kolarstwo tandemowe

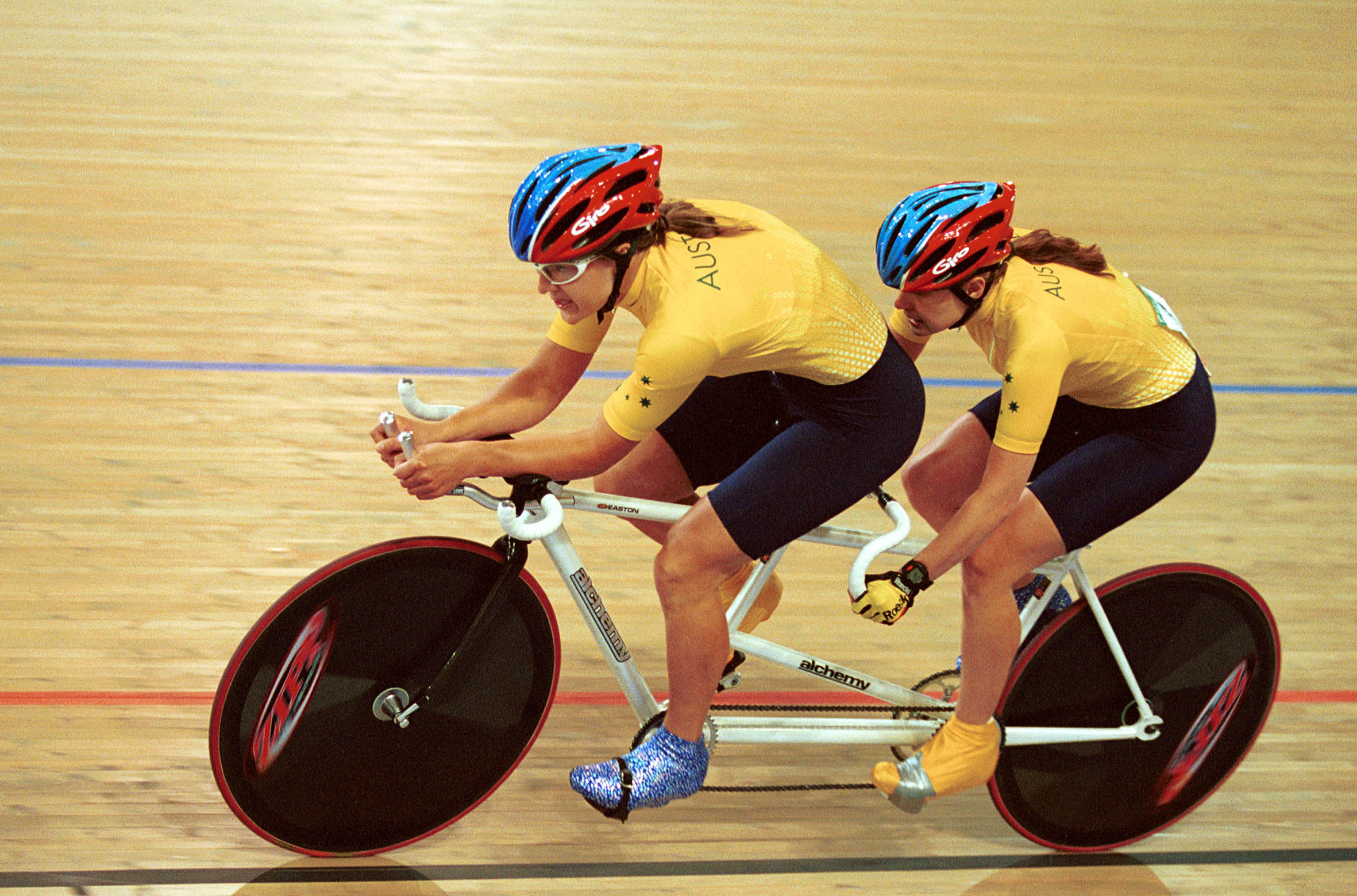
Tandem sportowy w konkurencji torowej

Kolarze niepełnosprawni uczestniczą w wyścigach kolarskich organizowanych na całym świecie. Do najbardziej popularnych wyścigów tandemowych w Polsce należą – wyścigi w Lublinie, w Poznaniu i w Polanicy-Zdroju. W skład takiego wyścigu zazwyczaj wchodzi jazda indywidualna na czas na dystansie około 20 km oraz wyścig ze startu wspólnego na dystansie około 80 km. Oprócz wyścigów krajowych organizowane są także wyższej rangi wyścigi międzynarodowe wpisane do kalendarza UCI, w tym Puchar Świata i Mistrzostwa Świata. Wyścigi te są organizowane w ramach parakolarstwa wraz z innymi grupami niepełnosprawnych kolarzy – C, H I T. Kolarstwo tandemowe jest również dyscypliną paralimpijską.
Oprócz kolarstwa tandemowego na szosie, tandemy biorą udział w wyścigach także na torze kolarskim. Konkurencje torowe to wyścig na dochodzenie – 4 km dla mężczyzn i 3 km dla kobiet, jazda indywidualna 1 km oraz sprint. 

## Rehabilitacja
Odpowiednio przekształcone i dostosowane tandemy stanowią skuteczne narzędzie rehabilitacji społecznej osób niewidomych i słabowidzących.